# Chibi-Robo!
Chibi-Robo! este un joc video platformer-adventure pentru consola Nintendo GameCube dezvoltat de Skip Ltd. cu colaborarea Nintendo. Jocul a fost lansat pentru prima dată în Japonia în 2005, apoi lansat în America de Nord și Europa anul următor. Conceput inițial ca un joc de aventură point and click, a fost pus în starea de dezvoltare până când producătorul Nintendo Shigeru Miyamoto a câștigat interes pentru joc și a revizuit producția acestuia.

## Gameplay
Jucătorul preia rolul personajului omonim, Chibi-Robo, un robot înalt de 10 centimetri, care are o priză de alimentare pentru o coadă. Gameplay-ul se învârte în jurul navigării într-o casă și colectarea „Happy Points”. Aceste puncte se acumulează prin îndeplinirea diverselor sarcini, de la treburile casnice până la rezolvarea dilemelor familiei Sanderson și a numeroaselor jucării vii care locuiesc în casa lor. Fiecare acțiune a protagonistului alimentat de la baterie al jocului consumă energie, necesitând jucătorului să se reîncarce folosind prizele electrice ale casei.

## Primire și critică
Chibi-Robo! a fost în general bine primit, cu laude pentru premisa, povestea fermecătoare și designul sonor. Cu toate acestea, unele mecanici de joc și calitatea graficii au atras criticii. Vânzările Chibi-Robo! au fost modeste, dar au generat patru continuări. Pentru Nintendo DS, Chibi-Robo !: Park Patrol a fost lansat în 2007 și Okaeri! Chibi-Robo! Happy Richie Ōsōji! a fost lansat în 2009, acesta fiind exclusiv pentru Japonia. Pentru Nintendo 3DS a fost lansat în Japonia în 2013 și 2014 în America de Nord, Chibi-Robo! Photo Finder, iar în 2015 Chibi Robo! Zip Lash. Chibi-Robo! original a văzut, de asemenea, o relansare japoneză în 2009 pentru Wii, ca parte a seriei New Play Control!